# Saubion
Saubion is een gemeente in het Franse departement Landes (regio Nouvelle-Aquitaine). De plaats maakt deel uit van het arrondissement Dax. Saubion telde op 1 januari 2022 1.806 inwoners.

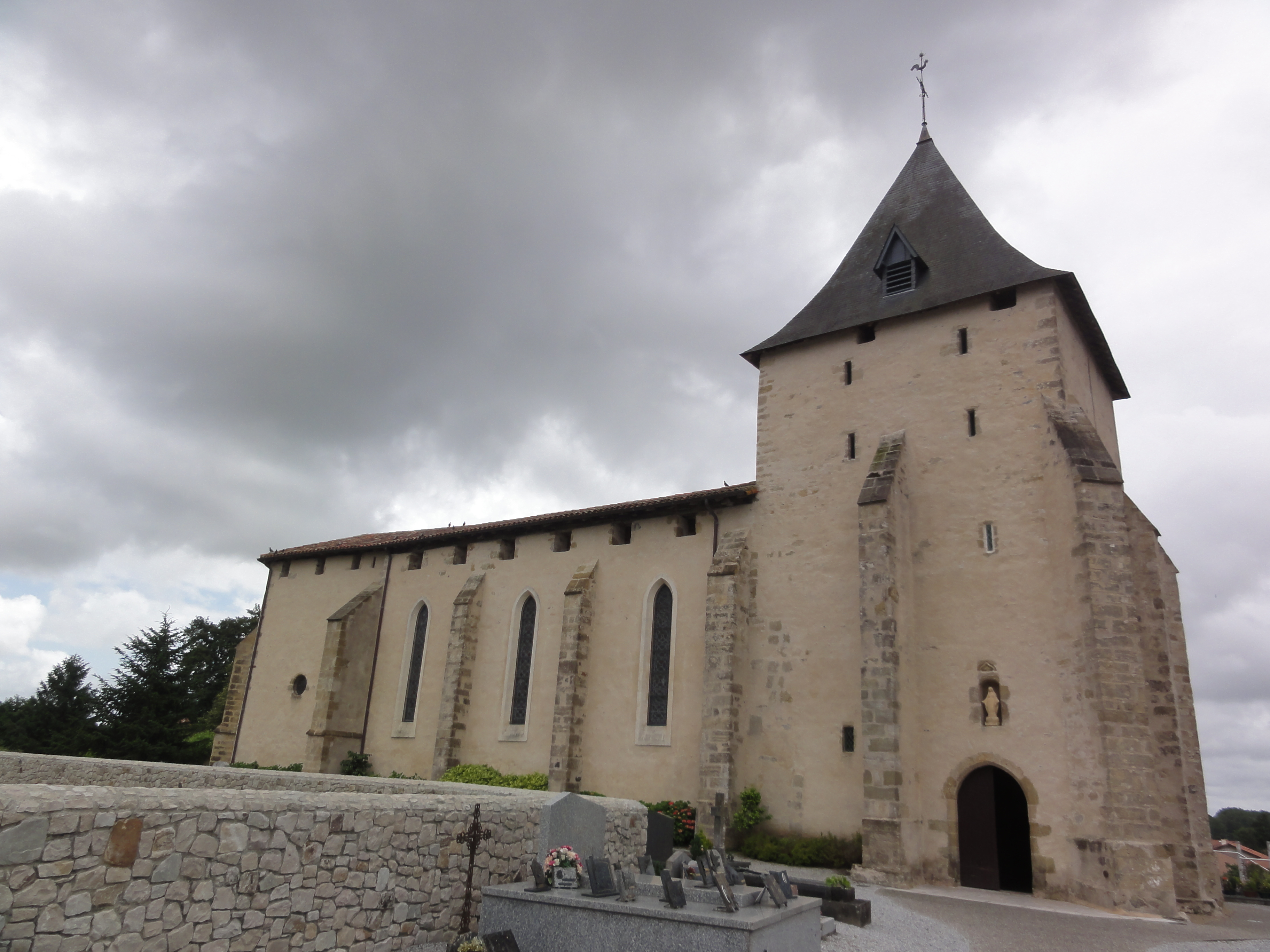
Kerk van Saubion
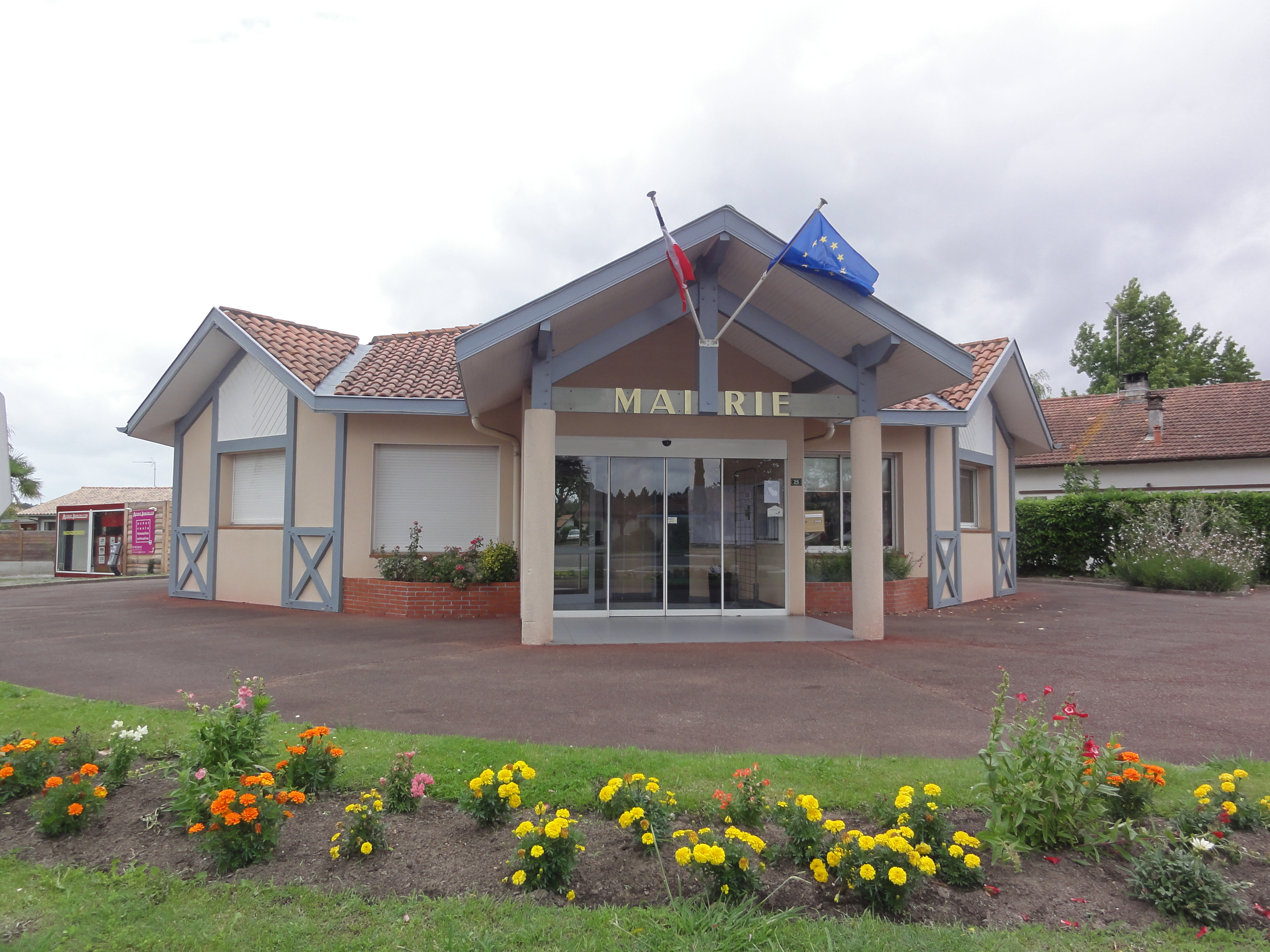
Gemeentehuis

## Geografie
De oppervlakte van Saubion bedroeg op 1 januari 2022 7,8 vierkante kilometer; de bevolkingsdichtheid was toen 231,5 inwoners per km².

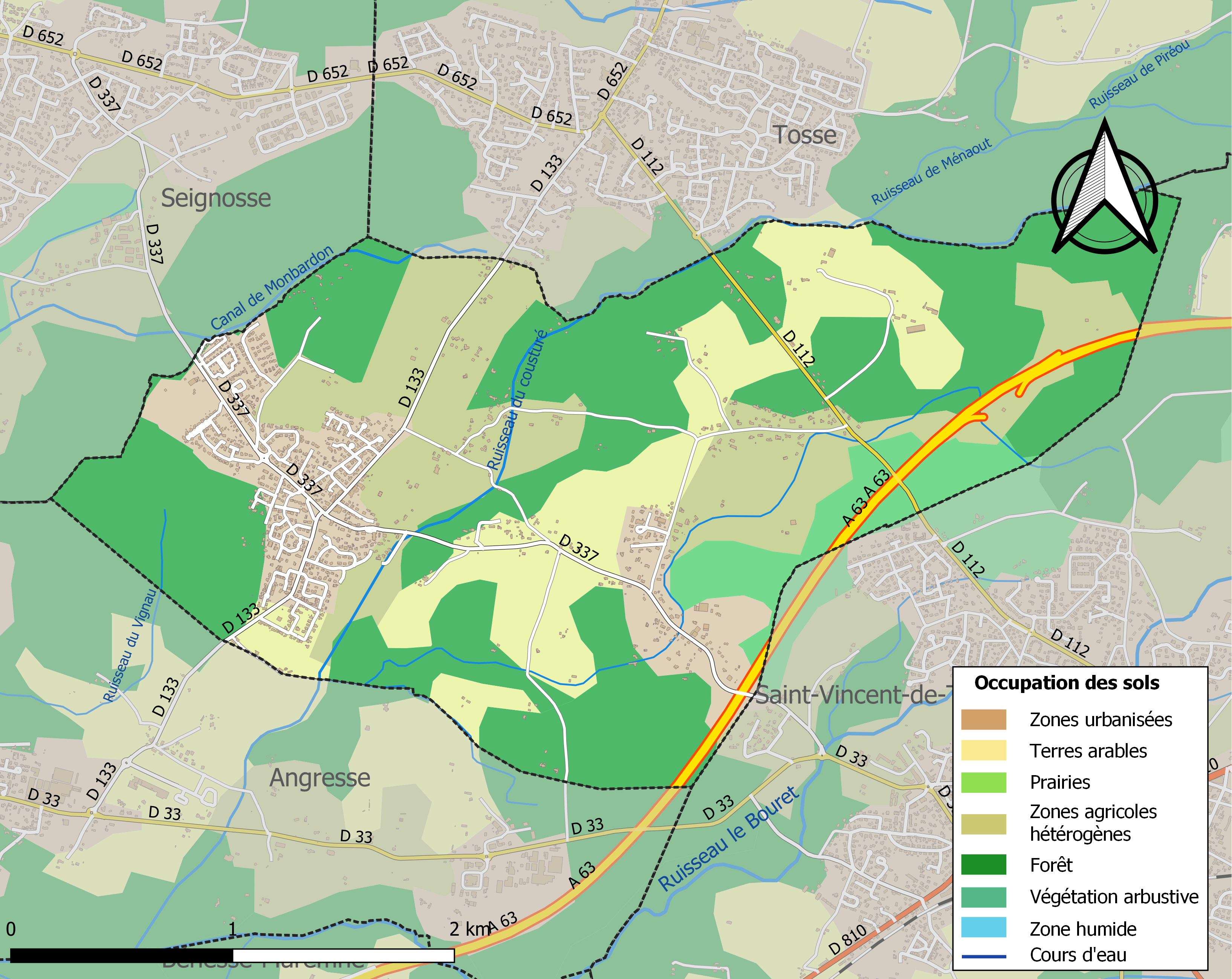
Kaart van de gemeente met de belangrijkste infrastructuur, bodemgebruik en omliggende gemeenten

## Demografie
Onderstaande figuur toont het verloop van het inwonertal (bron: INSEE-tellingen).